# 阿夫迪伊夫卡 (切爾尼戈夫區)
阿夫迪伊夫卡（烏克蘭語：Авдіївка），是烏克蘭北部切爾尼戈夫州切爾尼戈夫區库里基夫卡市镇内的村庄。面積1.52平方公里，海拔高度111米，2001年人口551，人口密度每平方公里362.26人。